# Міжфракційне об'єднання «Гуманна країна»
Гуманна країна — міжфракційне об'єднання народних депутатів Верховної Ради України, створене для популяризації гуманістичних цінностей та захисту тварин від жорстокості.

## Історія виникнення
Міжфракційне об'єднання «Гуманна країна» зареєстровано 12 грудня 2019 року народними депутатами Верховної Ради України IX скликання з фракцій «Слуга народу», «Голос», «Батьківщина» та «Європейська Солідарність». Співголовами МФО при реєстрації стали депутатки Юлія Овчиннікова та Кіра Рудик.
Ініціатором створення Міжфракційного об'єднання «Гуманна країна» став засновник гуманістичного руху UAnimals Олександр Тодорчук.

## Цілі та задачі
З 2017 року десятки тисяч людей щороку виходили на Всеукраїнський марш за тварин: від Тернополя і Львова до Одеси, Харкова і Сєвєродонецька. Під час Всеукраїнського маршу за тварин активісти з усієї України залишали підписи під меморандумом гуманістичного руху UAnimals із основними цілями зоозахисту до 2025 року.
Саме навколо цих цілей об'єдналися депутати Міжфракційного депутатського об'єднання «Гуманна країна»:
1. Заборона використання тварин у цирках і дельфінаріях;
2. Заборона експлуатації тварин для жебракування і фотопослуг;
3. Заборона створення і функціонування притравочних станцій;
4. Відмова від використання живих тварин для тестування косметики, парфумерії та ін.
5. Розвиток реабілітації тварин і центрів утримання тварин, що постраждали від людини та її діяльності;
6. Заборона хутрових ферм;
7. Сприяння припиненню діяльності живодерів-догхантерів;
8. Припинення програм масового вбивства безпритульних тварин у містах України;
9. Внесення диких тварин природного ареалу України, що знаходяться на межі зникнення, до Червоної книги України;
10. Чітке визначення права власності на тварину та позбавлення такого права в результаті жорстокого поводження для забезпечення відповідальності власників;
11. Запровадження в Україні дієвої системи контролю і покарання за жорстоке поводження з тваринами.

## Склад МФО
1. Овчинникова Юлія Юріївна — співголова, «Слуга народу»;
2. Рудик Кіра Олександрівна — співголова, «Голос»;
3. Шкрум Альона Іванівна — член, Всеукраїнське об'єднання «Батьківщина»;
4. Климпуш-Цинцадзе Іванна Орестівна — член, «Європейська Солідарність»;
5. Пушкаренко Арсеній Михайлович — член, «Слуга народу»;
6. Безгін Віталій Юрійович — член, «Слуга народу»;
7. Василенко Леся Володимирівна — член, «Голос»;
8. Бардіна Марина Олегівна — член, «Слуга народу»;
9. Безугла Мар'яна Володимирівна — член, «Слуга народу»;
10. Качура Олександр Анатолійович — член, «Слуга народу»;
11. Устінова Олександра Юріївна — член, «Голос»;
12. Криворучкіна Олена Володимирівна — член, «Слуга народу»;
13. Грищук Роман Павлович — член, «Слуга народу»;
14. Бобровська Соломія Анатоліївна — член, «Голос»;
15. Камельчук Юрій Олександрович — член, «Слуга народу»;
16. Юрчишин Ярослав Романович — член, «Голос»;
17. Кравчук Євгенія Михайлівна — член, «Слуга народу»;
18. Чернєв Єгор Володимирович — член, «Слуга народу»;
19. Кривошеєв Ігор Сергійович — член, «Слуга народу»;
20. Мезенцева Марія Сергіївна — член, «Слуга народу»;
21. Нестеренко Кирилл Олександрович — член, «Слуга народу»;
22. Марченко Людмила Іванівна — член, «Слуга народу»;
23. Стефанишина Ольга Анатоліївна — член, «Голос»;
24. Маріковський Олександр Валерійович — член, «Слуга народу»;
25. Ляшенко Анастасія Олексіївна — член, «Слуга народу».
26. Санченко Олександр Володимирович — член, «Слуга народу».
27. Зінкевич Яна Вадимівна — член, «Європейська Солідарність».
28. Руденко Ольга Сергіївна — член, «Слуга народу».
29. Жмеренецький Олексій Сергійович — член, «Слуга народу».
30. Богуцька Єлизавета Петрівна - член, "Слуга народу".